# مازولا (بازیکن فوتبال)
مارسلینو جونیور لوپز آرودا (پرتغالی: Marcelino Júnior Lopes Arruda؛ زادهٔ ۸ مهٔ ۱۹۸۹) ملقب به مازولا بازیکن فوتبال اهل برزیل است.
از باشگاه‌هایی که در آن بازی کرده‌است می‌توان به سائو پائولو، اوراوا رد دیاموندز، هانگژو گرین تاون، پورتیمونزه، چونبوک هیوندای موتورز و تراکتور اشاره کرد.

## افتخارات
- رقابت اصلی فوتبال انجمن سانتا کاتارینا در برزیل: ۱